# Coupe d'Afrique des nations de football 1996
Navigation
Tunisie 1994 Burkina Faso 1998
La Coupe d'Afrique des nations de football 1996 a eu lieu en Afrique du Sud du 13 janvier au 3 février 1996, et a été remportée par le pays-hôte.
Le tournoi devait être organisé au Kenya, mais en novembre 1994 ce dernier renonce. L'Afrique du Sud est alors choisi comme pays hôte pour remplacer le Kenya.
La phase finale de la Coupe d'Afrique des nations passe de 12 à 16 équipes.

## Qualifications

### Nations qualifiées

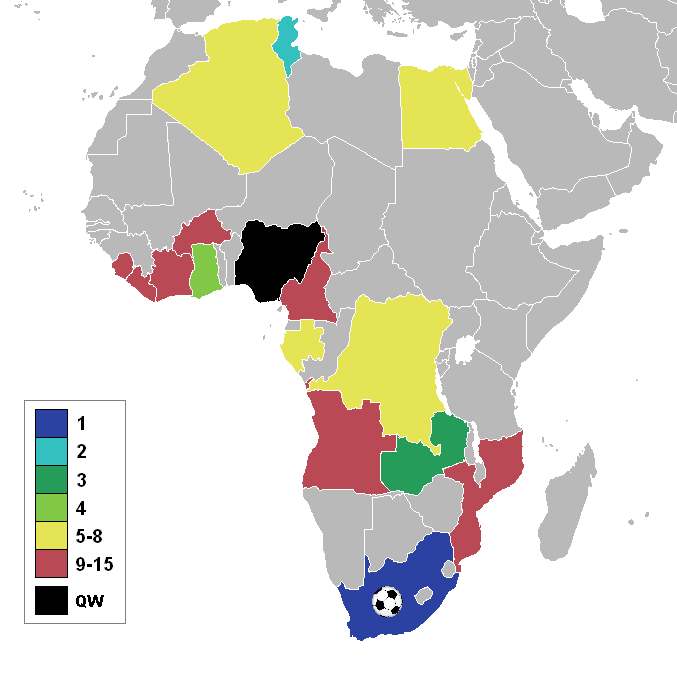
Pays qualifiés

Classées par leur nombre de participations à la CAN.
- Égypte (15e participation à la CAN)
- Côte d'Ivoire (12e participation)
- Ghana (11e participation)
- Zaïre (10e participation)
- Algérie (9e participation)
- Cameroun (9e participation)
- Zambie (8e participation)
- Tunisie (7e participation)
- Burkina Faso (2e participation)
- Sierra Leone (2e participation)
- Gabon (2e participation)
- Mozambique (2e participation)
- Afrique du Sud (1re participation en excluant le tournoi de 1957 dont elle avait été disqualifiée pour avoir adopté la politique de l'Apartheid)
- Angola (1re participation)
- Liberia (1re participation)
- Nigeria : forfait avant la compétition. La Guinée est appelée en remplacement, mais refuse, arguant le manque de préparation. Le tournoi ne compte finalement que 15 participants.

## Tournoi final

### Groupes
| Groupe A - Afrique du Sud - Angola - Cameroun - Égypte | Groupe B - Algérie - Burkina Faso - Sierra Leone - Zambie | Groupe C : - Gabon - Liberia - Nigeria forfait - Zaïre | Groupe D : - Côte d'Ivoire - Ghana - Mozambique - Tunisie |

### Stades
- FNB Stadium (Johannesbourg)
- Free State Stadium (Bloemfontein)
- Kings Park Stadium (Durban)
- Boet Erasmus Stadium (Port Elizabeth)

### Résultats

#### Premier tour

##### Groupe A
| Place | Nation         | Pts | J | G | N | P | Buts + | Buts - | Diff. |
| 1er   | Afrique du Sud | 6   | 3 | 2 | 0 | 1 | 4      | 1      | +3    |
| 2e    | Égypte         | 6   | 3 | 2 | 0 | 1 | 4      | 3      | +1    |
| 3e    | Cameroun       | 4   | 3 | 1 | 1 | 1 | 5      | 7      | -2    |
| 4e    | Angola         | 1   | 3 | 0 | 1 | 2 | 4      | 6      | -2    |

1re journée
| 13 janvier 1996 | Afrique du Sud                                          | 3 – 0 | Cameroun | FNB Stadium, Johannesbourg                    |                                               |
|                 | Masinga 15e · Williams 37e · Moshoeu 55e                |       |          | Spectateurs : 60 000 Arbitrage : Said Belqola | Spectateurs : 60 000 Arbitrage : Said Belqola |
|                 | la Tribune N° 374 du dimanche 14 janvier 1996 page 18 . |       |          | Spectateurs : 60 000 Arbitrage : Said Belqola | Spectateurs : 60 000 Arbitrage : Said Belqola |

| 15 janvier 1996 | Égypte          | 2 – 1 | Angola        | FNB Stadium, Johannesbourg                          |                                                     |
|                 | El-Kass 30e 33e |       | 77e Quinzinho | Spectateurs : 6 000 Arbitrage : Sidi Békaye Magassa | Spectateurs : 6 000 Arbitrage : Sidi Békaye Magassa |

2e journée
| 18 janvier 1996 | Cameroun                           | 2 – 1 | Égypte    | FNB Stadium, Johannesbourg                    |                                               |
|                 | Omam-Biyik 36e (pen.) · Tchami 59e |       | 48e Maher | Spectateurs : 4 000 Arbitrage : Lim Kee Chong | Spectateurs : 4 000 Arbitrage : Lim Kee Chong |

| 20 janvier 1996 | Afrique du Sud | 1 – 0 | Angola | FNB Stadium, Johannesbourg                      |                                                 |
| 13h gmt         | Williams 57e   |       |        | Spectateurs : 78 000 Arbitrage : Fethi Boucetta | Spectateurs : 78 000 Arbitrage : Fethi Boucetta |

3e journée
| 24 janvier 1996 | Afrique du Sud | 0 – 1 | Égypte     | FNB Stadium, Johannesbourg                          |                                                     |
|                 |                |       | 7e El-Kass | Spectateurs : 80 000 Arbitrage : Lucien Bouchardeau | Spectateurs : 80 000 Arbitrage : Lucien Bouchardeau |

| 24 janvier 1996 | Angola                                       | 3 – 3 | Cameroun                                                | Kings Park Stadium, Durban                       |                                                  |
| 13h gmt         | Joni 38e (pen.) · Paulão 57e · Quinzinho 80e |       | 25e Omam-Biyik · 82e Mouyémé · 90e (csc) Hélder Vicente | Spectateurs : 6 000 Arbitrage : Mohamed Kouradji | Spectateurs : 6 000 Arbitrage : Mohamed Kouradji |

##### Groupe B
| Place | Nation       | Pts | J | G | N | P | Buts + | Buts - | Diff. |
| 1er   | Zambie       | 7   | 3 | 2 | 1 | 0 | 9      | 1      | +8    |
| 2e    | Algérie      | 7   | 3 | 2 | 1 | 0 | 4      | 1      | +3    |
| 3e    | Sierra Leone | 3   | 3 | 1 | 0 | 2 | 2      | 7      | -5    |
| 4e    | Burkina Faso | 0   | 3 | 0 | 0 | 3 | 3      | 9      | -6    |

1re journée
| 14 janvier 1996 | Zambie | 0 – 0 | Algérie | Free State Stadium, Bloemfontein            |
|                 |        |       |         | Spectateurs : 9 000 Arbitrage : Ali Bujsaim |

| 15 janvier 1996 | Sierra Leone                    | 2 – 1 | Burkina Faso  | Free State Stadium, Bloemfontein        |                                         |
|                 | Sessay 11e · Mohamed Kallon 89e |       | 74e Ouédraogo | Spectateurs : 1 500 Arbitrage : Okoampa | Spectateurs : 1 500 Arbitrage : Okoampa |

2e journée
| 18 janvier 1996 | Algérie         | 2 – 0 | Sierra Leone | Free State Stadium, Bloemfontein           |                                            |
|                 | Meçabih 41e 63e |       |              | Spectateurs : 1 500 Arbitrage : Ian McLeod | Spectateurs : 1 500 Arbitrage : Ian McLeod |

| 20 janvier 1996 | Zambie                                                      | 5 – 1 | Burkina Faso  | Free State Stadium, Bloemfontein                |                                                 |
|                 | Malitoli 18e · K. Bwalya 24e 35e · Lota 44e · J. Bwalya 45e |       | 53e Y. Traoré | Spectateurs : 2 000 Arbitrage : Masayoshi Okada | Spectateurs : 2 000 Arbitrage : Masayoshi Okada |

3e journée
| 24 janvier 1996 | Algérie                | 2 – 1 | Burkina Faso | EPRFU Stadium, Port Elizabeth                  |                                                |
|                 | Lounici 2e · Dziri 75e |       | 83e Zongo    | Spectateurs : 180 Arbitrage : Charles Massembé | Spectateurs : 180 Arbitrage : Charles Massembé |

| 24 janvier 1996 | Zambie                             | 4 – 0 | Sierra Leone | Free State Stadium, Bloemfontein            |                                             |
|                 | K. Bwalya 2e 9e 84e · Malitoli 87e |       |              | Spectateurs : 200 Arbitrage : Lim Kee Chong | Spectateurs : 200 Arbitrage : Lim Kee Chong |

##### Groupe C
| Place | Nation  | Pts     | J       | G       | N       | P       | Buts +  | Buts -  | Diff.   |
| 1er   | Gabon   | 3       | 2       | 1       | 0       | 1       | 3       | 2       | +1      |
| 2e    | Zaïre   | 3       | 2       | 1       | 0       | 1       | 2       | 2       | 0       |
| 3e    | Liberia | 3       | 2       | 1       | 0       | 1       | 2       | 3       | -1      |
|       | Nigeria | Forfait | Forfait | Forfait | Forfait | Forfait | Forfait | Forfait | Forfait |

| 16 janvier 1996 | Gabon     | 1 – 2 | Liberia                    | Kings Park Stadium, Durban                        |                                                   |
|                 | Nzeng 59e |       | 5e (pen.) Sebwe · 54e Sarr | Spectateurs : 5 000 Arbitrage : Gamal Al-Ghandour | Spectateurs : 5 000 Arbitrage : Gamal Al-Ghandour |

| 19 janvier 1996 | Gabon                           | 2 – 0 | Zaïre | Kings Park Stadium, Durban                 |                                            |
|                 | Mackaya 21e (pen.) · Bekogo 34e |       |       | Spectateurs : 4 000 Arbitrage : Omer Yengo | Spectateurs : 4 000 Arbitrage : Omer Yengo |

| 25 janvier 1996 | Zaïre                          | 2 – 0 | Liberia | FNB Stadium, Johannesbourg                   |                                              |
|                 | Lukaku 5e (pen.) · Essende 72e |       |         | Spectateurs : 3 000 Arbitrage : Said Belqola | Spectateurs : 3 000 Arbitrage : Said Belqola |

##### Groupe D
| Place | Nation        | Pts | J | G | N | P | Buts + | Buts - | Diff. |
| 1er   | Ghana         | 9   | 3 | 3 | 0 | 0 | 6      | 1      | +5    |
| 2e    | Tunisie       | 4   | 3 | 1 | 1 | 1 | 5      | 4      | +1    |
| 3e    | Côte d'Ivoire | 3   | 3 | 1 | 0 | 2 | 2      | 5      | -3    |
| 4e    | Mozambique    | 1   | 3 | 0 | 1 | 2 | 1      | 4      | -3    |

1re journée
| 14 janvier 1996 | Ghana                 | 2 – 0 | Côte d'Ivoire | EPRFU Stadium, Port Elizabeth                   |                                                 |
|                 | Yeboah 20e · Pelé 70e |       |               | Spectateurs : 8 000 Arbitrage : Masayoshi Okada | Spectateurs : 8 000 Arbitrage : Masayoshi Okada |

| 16 janvier 1996 | Tunisie         | 1 – 1 | Mozambique | EPRFU Stadium, Port Elizabeth                    |                                                  |
|                 | Berrekhissa 24e |       | 4e Bucuane | Spectateurs : 1 000 Arbitrage : Charles Massembé | Spectateurs : 1 000 Arbitrage : Charles Massembé |

2e journée
| 19 janvier 1996 | Ghana                  | 2 – 1 | Tunisie        | EPRFU Stadium, Port Elizabeth                    |                                                  |
|                 | Pelé 50e · Akkonor 77e |       | 72e Ben Younes | Spectateurs : 1 000 Arbitrage : Petros Mathabela | Spectateurs : 1 000 Arbitrage : Petros Mathabela |

| 21 janvier 1996 | Côte d'Ivoire | 1 – 0 | Mozambique | EPRFU Stadium, Port Elizabeth                   |                                                 |
|                 | Tiéhi 32e     |       |            | Spectateurs : 500 Arbitrage : Gamal Al-Ghandour | Spectateurs : 500 Arbitrage : Gamal Al-Ghandour |

3e journée
| 25 janvier 1996 | Tunisie                             | 3 – 1 | Côte d'Ivoire | EPRFU Stadium, Port Elizabeth                       |                                                     |
|                 | Ben Younes 32e 38e · Ben Hassen 48e |       | 57e M. Traoré | Spectateurs : 1 000 Arbitrage : Sidi Békaye Magassa | Spectateurs : 1 000 Arbitrage : Sidi Békaye Magassa |

| 25 janvier 1996 | Ghana                  | 2 – 0 | Mozambique | Free State Stadium, Bloemfontein            |                                             |
|                 | Pelé 42e · Aboagye 68e |       |            | Spectateurs : 3 500 Arbitrage : Ali Bujsaim | Spectateurs : 3 500 Arbitrage : Ali Bujsaim |

#### Tableau final
|  | Quarts de finale | Quarts de finale | Quarts de finale | Quarts de finale |                |                | Demi-finales | Demi-finales | Demi-finales                  | Demi-finales                  |                               |                               | Finale | Finale | Finale | Finale |
|  |                  |                  |                  |                  |                |                |              |              |                               |                               |                               |                               |        |        |        |        |
|  |                  |                  |                  |                  |                |                |              |              |                               |                               |                               |                               |        |        |        |        |
|  |                  |                  |                  |                  |                |                |              |              |                               |                               |                               |                               |        |        |        |        |
|  | Afrique du Sud   | Afrique du Sud   | 2                | 2                |                |                |              |              |                               |                               |                               |                               |        |        |        |        |
|  | Afrique du Sud   | Afrique du Sud   | 2                | 2                |                |                |              |              |                               |                               |                               |                               |        |        |        |        |
|  | Algérie          | Algérie          | 1                | 1                |                |                |              |              |                               |                               |                               |                               |        |        |        |        |
|  | Algérie          | Algérie          | 1                | 1                | Afrique du Sud | Afrique du Sud | 3            | 3            |                               |                               |                               |                               |        |        |        |        |
|  |                  |                  |                  |                  | Afrique du Sud | Afrique du Sud | 3            | 3            |                               |                               |                               |                               |        |        |        |        |
|  |                  |                  | Ghana            | Ghana            | 0              | 0              |              |              |                               |                               |                               |                               |        |        |        |        |
|  | Ghana            | Ghana            | Ghana            | Ghana            | 0              | 0              | 1            | 1            |                               |                               |                               |                               |        |        |        |        |
|  | Ghana            | Ghana            |                  |                  |                |                |              | 1            |                               |                               |                               |                               |        |        |        |        |
|  | Zaïre            | Zaïre            | 0                | 0                |                |                |              |              |                               |                               |                               |                               |        |        |        |        |
|  | Zaïre            | Zaïre            | 0                | 0                | Afrique du Sud | Afrique du Sud | 2            | 2            |                               |                               |                               |                               |        |        |        |        |
|  |                  |                  |                  |                  | Afrique du Sud | Afrique du Sud | 2            | 2            |                               |                               |                               |                               |        |        |        |        |
|  |                  |                  | Tunisie          | Tunisie          | 0              | 0              |              |              |                               |                               |                               |                               |        |        |        |        |
|  | Zambie           | Zambie           | Tunisie          | Tunisie          | 0              | 0              | 3            | 3            |                               |                               |                               |                               |        |        |        |        |
|  | Zambie           | Zambie           |                  |                  |                |                |              |              |                               |                               |                               |                               |        |        |        |        |
|  | Égypte           | Égypte           | 1                | 1                |                |                |              |              |                               |                               |                               |                               |        |        |        |        |
|  | Égypte           | Égypte           | 1                | 1                | Zambie         | Zambie         | 2            | 2            | Match pour la troisième place | Match pour la troisième place | Match pour la troisième place | Match pour la troisième place |        |        |        |        |
|  |                  |                  |                  |                  | Zambie         | Zambie         | 2            | 2            | Match pour la troisième place | Match pour la troisième place | Match pour la troisième place | Match pour la troisième place |        |        |        |        |
|  |                  |                  | Tunisie          | Tunisie          | 4              | 4              |              |              |                               |                               |                               |                               |        |        |        |        |
|  | Gabon            | Gabon            | Tunisie          | Tunisie          | 4              | 4              | 1ap (1)      | 1ap (1)      |                               |                               |                               |                               |        |        |        |        |
|  | Gabon            | Gabon            |                  |                  |                |                |              | 1ap (1)      |                               |                               | Ghana                         | Ghana                         | 0      | 0      |        |        |
|  | Tunisie          | Tunisie          | 1 tab(4)         | 1 tab(4)         |                |                |              |              |                               |                               | Ghana                         | Ghana                         | 0      | 0      |        |        |
|  | Tunisie          | Tunisie          | 1 tab(4)         | 1 tab(4)         | Zambie         | Zambie         | 1            | 1            |                               |                               |                               |                               |        |        |        |        |
|  |                  |                  |                  |                  |                |                |              |              |                               |                               |                               |                               |        |        |        |        |

##### Quarts de finale
| 27 janvier 1996 | Afrique du Sud         | 2 – 1 | Algérie    | FNB Stadium, Johannesbourg                   |                                              |
|                 | Fish 72e · Moshoeu 85e |       | 84e Lazizi | Spectateurs : 80 000 Arbitrage : Ali Bujsaim | Spectateurs : 80 000 Arbitrage : Ali Bujsaim |

| 27 janvier 1996 | Zambie                             | 3 – 1 | Égypte         | Free State Stadium, Bloemfontein                 |                                                  |
|                 | Litana 58e · Mutale 65e · Lota 76e |       | 43e S. Kamouna | Spectateurs : 8 500 Arbitrage : Charles Massembé | Spectateurs : 8 500 Arbitrage : Charles Massembé |

| 28 janvier 1996                     | Gabon             | 1 – 1 a. p.                              | Tunisie  | Kings Park Stadium, Durban                    |                                               |
|                                     | Mackaya 16e       |                                          | 10e Baya | Spectateurs : 4 000 Arbitrage : Lim Kee Chong | Spectateurs : 4 000 Arbitrage : Lim Kee Chong |
| Mackaya · Kassa-Ngoma · Bekogo-Zogo | Tirs au but 1 – 4 | Sellimi · Fekih · Ben Slimane · El Ouaer |          | Spectateurs : 4 000 Arbitrage : Lim Kee Chong | Spectateurs : 4 000 Arbitrage : Lim Kee Chong |

| 28 janvier 1996 | Ghana      | 1 – 0 | Zaïre | EPRFU Stadium, Port Elizabeth                       |                                                     |
|                 | Yeboah 22e |       |       | Spectateurs : 8 000 Arbitrage : Sidi Békaye Magassa | Spectateurs : 8 000 Arbitrage : Sidi Békaye Magassa |

##### Demi-finales
| 31 janvier 1996 | Afrique du Sud                 | 3 – 0 | Ghana | FNB Stadium, Johannesbourg                         |                                                    |
|                 | Moshoeu 22e 87e · Bartlett 46e |       |       | Spectateurs : 80 000 Arbitrage : Gamal Al-Ghandour | Spectateurs : 80 000 Arbitrage : Gamal Al-Ghandour |

| 31 janvier 1996 | Zambie                | 2 – 4 | Tunisie                                            | Kings Park Stadium, Durban                         |                                                    |
|                 | Lota 68e · Makasa 90e |       | 16e 85e (pen.) Sellimi · 29 e Baya · 47e Ghodhbane | Spectateurs : 5 000 Arbitrage : Lucien Bouchardeau | Spectateurs : 5 000 Arbitrage : Lucien Bouchardeau |

##### Match pour la3eplace
| 3 février 1996 | Ghana | 0 – 1 | Zambie        | FNB Stadium, Johannesbourg                  |                                             |
|                |       |       | 51e J. Bwalya | Spectateurs : 80 000 Arbitrage : Omer Yengo | Spectateurs : 80 000 Arbitrage : Omer Yengo |

##### Finale
| Entraîneur : |
| Clive Barker |

| Entraîneur : |
| Kasperzack   |

| Entraîneur : |
| Clive Barker |

| Entraîneur : |
| Kasperzack   |

### Classement final
| 1er | Afrique du Sud |
| 2e  | Tunisie        |
| 3e  | Zambie         |
| 4e  | Ghana          |
| 5e  | Algérie        |
| 6e  | Égypte         |
| 7e  | Gabon          |
| 8e  | Zaïre          |
| 9e  | Cameroun       |
| 10e | Liberia        |
| 11e | Côte d'Ivoire  |
| 12e | Sierra Leone   |
| 13e | Angola         |
| 14e | Mozambique     |
| 15e | Burkina Faso   |

### Résumé par équipe
| Équipe         | Matches | Victoires | Nuls | Défaites | BP | BC | Diff. | Progression             |
| -------------- | ------- | --------- | ---- | -------- | -- | -- | ----- | ----------------------- |
| Afrique du Sud | 6       | 5         | 0    | 1        | 11 | 2  | +9    | Vainqueur               |
| Tunisie        | 6       | 2         | 2    | 2        | 10 | 9  | +1    | Finaliste               |
| Zambie         | 6       | 4         | 1    | 1        | 15 | 6  | +9    | Demi-finale (troisième) |
| Ghana          | 6       | 4         | 0    | 2        | 7  | 5  | +2    | Demi-finale (quatrième) |
| Algérie        | 4       | 2         | 1    | 1        | 5  | 3  | +2    | Quart-finale            |
| Égypte         | 4       | 2         | 0    | 2        | 5  | 6  | -1    | Quart-finale            |
| Gabon          | 3       | 1         | 1    | 1        | 4  | 3  | +1    | Quart-finale            |
| Zaïre          | 3       | 1         | 0    | 2        | 2  | 3  | -1    | Quart-finale            |
| Cameroun       | 3       | 1         | 1    | 1        | 5  | 7  | -2    | Premier Tour            |
| Liberia        | 2       | 1         | 0    | 1        | 2  | 3  | -1    | Premier Tour            |
| Côte d'Ivoire  | 3       | 1         | 0    | 2        | 2  | 5  | -3    | Premier Tour            |
| Sierra Leone   | 3       | 1         | 0    | 2        | 2  | 7  | -5    | Premier Tour            |
| Angola         | 3       | 0         | 1    | 2        | 4  | 6  | -2    | Premier Tour            |
| Mozambique     | 3       | 0         | 1    | 2        | 1  | 4  | -3    | Premier Tour            |
| Burkina Faso   | 3       | 0         | 0    | 3        | 3  | 9  | -6    | Premier Tour            |

### Équipe type de la compétition
| Gardien         | Défenseurs                                        | Milieux                                           | Attaquants                 | Sélectionneur        |
| --------------- | ------------------------------------------------- | ------------------------------------------------- | -------------------------- | -------------------- |
| Chokri El Ouaer | Yasser Radwan Mark Fish Elijah Litana Isaac Asare | Zoubaier Baya Hazem Emam Abedi Pele Mark Williams | Kalusha Bwalya Tony Yeboah | Clive William Barker |

### Buteurs
5 Buts
 Kalusha Bwalya
4 Buts
 Mark Williams
 John Moshoeu
3 Buts
 Imed Ben Younes
 Ahmed Al-Kaas
 Abede Pele
 Denis Lota 